# EMŠO Blues Band
EMŠO Blues Band je slovenska skupina starejših glasbenikov, ki igrajo glasbo iz svoje mladosti v svojih priredbah: blues, blues-rock in stari rock.

## Člani
- Niko Kostjukovskij - tonski tehnik in ustanovitelj skupine
- Emil Pock - pevec in kitarist
- Edo Sušnik -  kitarist
- Janc Galič - kitarist
- Andrej Konjajev - organist in pianist
- Zoran Potočan - basist
- Marko Avanzo - bobni
- David Kobe - tolkala